# الحدب (وادي النضر)
جبل الحدب (بفتح أوله وثانيه) هو جبل في السراة في محافظة بلقرن في منطقة عسير في المملكة العربية السعودية على شكل ذراع يمتد لتهامة، ويفصل بين وادي النضر وقرى قبيلة نقمة بلقرن من جهة وبعض من قبيلة شمران من جهة أخرى، ويقل ارتفاعه باتجاه الغرب حتى ينتهي عند قرية المخلفة التابعة لبلدة ثريبان في محافظة العرضيات في منطقة مكة المكرمة. في هذا الجبل حلل كثيرة (المنازل الموسمية) والتي يسكنها الرعاة حسب المواسم.